# El gabinete del doctor Caligari
El gabinete del doctor Caligari (en alemán: Das Cabinet des Dr. Caligari) es una película muda alemana de terror gótico estrenada en 1920, dirigida por Robert Wiene y escrita por Hans Janowitz y Carl Mayer. Considerada la obra por excelencia del cine expresionista alemán, cuenta la historia de un loco hipnotista (Werner Krauss) que usa a un sonámbulo (Conrad Veidt) para cometer asesinatos. El filme tiene un estilo visual oscuro y retorcido, con formas puntiagudas, líneas oblicuas y curvas, estructuras y ambientes que se inclinan y giran en ángulos inusuales, y sombras y rayas de luz pintadas directamente en los sets.
El guion fue inspirado por varias experiencias de la vida de Janowitz y Mayer, ambos pacifistas que desconfiaban de la autoridad después de sus experiencias con los militares durante la Primera Guerra Mundial. A cargo del diseño del filme estuvieron Hermann Warm, Walter Reimann y Walter Röhrig, quienes recomendaron un estilo gráfico fantástico en lugar de uno naturalista.
El tema del filme es la autoridad brutal e irracional; el doctor Caligari representa al gobierno militar alemán, y Cesare simboliza al hombre común condicionado, como los soldados, a matar. En su influyente libro De Caligari a Hitler, Siegfried Kracauer dice que el filme refleja una subconsciente necesidad de un tirano en Alemania, y que es un ejemplo de la obediencia alemana a la autoridad y la renuncia a rebelarse contra la autoridad trastornada. Asimismo, dice que el filme es una premonición del ascenso de Adolf Hitler y el partido Nazi, y que la adición de la historia secundaria convierte al filme de "revolucionario" a "conformista". Otros temas que la película incluye son el desestabilizado contraste entre la cordura y la locura, la percepción subjetiva de la realidad, y la dualidad de la naturaleza humana. 
El gabinete del doctor Caligari fue lanzada justo cuando las industrias cinematográficas foráneas estaban aligerando las restricciones en la importación de filmes alemanes después de la Primera Guerra Mundial, así que fue proyectada internacionalmente. Las cuentas difieren sobre el éxito financiero y de la crítica en su estreno, pero críticos de cine modernos e historiadores la han alabado como un filme revolucionario. El crítico Roger Ebert la llamó posiblemente "el primer verdadero filme de terror", y el crítico Danny Peary la llamó el primer filme de culto y un precursor del cine de arte. Considerada un clásico, ayudó a llamar la atención mundial hacia el mérito artístico del cine alemán y tuvo una gran influencia en filmes estadounidenses, particularmente en los géneros de terror y cine negro, introduciendo técnicas como el giro argumental y el narrador no fiable al lenguaje de la narrativa cinematográfica.

## Argumento
Mientras Franzis (Friedrich Fehér) se sienta en una banca con un hombre viejo que se queja de que los espíritus lo han alejado de su familia y hogar, una aturdida mujer llamada Jane (Lil Dagover) pasa frente a ellos. Franzis explica que ella es su "prometida" y que han sufrido un gran número de ordalías. La mayor parte del resto del filme es una analepsis (escena retrospectiva) de la historia de Franzis, la cual toma lugar en Holstenwall, una sombría villa de edificios retorcidos y calles en espiral. Franzis y su amigo Alan (Hans Heinrich von Twardowski), quienes compiten con buen humor por los afectos de Jane, planean visitar la feria del pueblo. Mientras tanto, un hombre misterioso llamado doctor Caligari (Werner Krauss) busca un permiso del rudo secretario del Ayuntamiento para presentar un espectáculo en la feria, el cual incluye a un sonámbulo llamado Cesare (Conrad Veidt). El secretario se burla y regaña al doctor Caligari, pero finalmente aprueba el permiso. Esa noche, el secretario es encontrado muerto por apuñalamiento en su cama.
A la mañana siguiente, Franzis y Alan visitan el espectáculo del doctor Caligari, donde abre una caja parecida a un ataúd para revelar al durmiente Cesare. Bajo las órdenes del doctor Caligari, Cesare despierta y responde las preguntas de la audiencia. A pesar de las objeciones de Franzis, Alan pregunta "¿Por cuánto tiempo viviré?". Para el terror de Alan, Cesare le responde "Hasta el amanecer". Más tarde esa noche, una figura irrumpe en la casa de Alan y lo apuñala hasta la muerte en su cama. Un desconsolado Franzis investiga el asesinato de Alan con la ayuda de Jane y su padre, el doctor Olsen (Rudolf Lettinger), quien obtiene autorización de la policía para investigar al sonámbulo. Esa noche, la policía aprehende a un criminal (Rudolf Klein-Rogge) con un cuchillo a punto de asesinar a una mujer anciana. Cuando es interrogado por Franzis y el doctor Olson, el criminal confiesa que trató de matar a la anciana, pero niega cualquier participación en las otras dos muertes; solo estaba tratando de desviar la culpa del asesino.
En la noche, Franzis espía al doctor Caligari, y observa lo que parece ser Cesare durmiendo en su caja. Sin embargo, el Cesare real se escabulle en la casa de Jane mientras duerme. Levanta un cuchillo para apuñalarla, pero en lugar de ello la secuestra después de una lucha, arrastrándola hacia la calle a través de la ventana. Perseguido por una turba enfurecida, Cesare finalmente suelta a Jane y huye, pero colapsa y muere. Franzis también confirma que el criminal ha sido encerrado lejos y no pudo haber estado involucrado en el secuestro. Franzis y la policía investigan la caseta del doctor Caligari y se dan cuenta de que el Cesare que parece estar durmiendo en la caja es solo un maniquí. El doctor Caligari escapa en la confusión, pero Franzis lo persigue hasta un manicomio.  
Tras realizar investigaciones adicionales, Franzis se sorprende al saber que el doctor Caligari es el director del asilo. Con ayuda del equipo del manicomio, Franzis estudia los registros y el diario del director mientras este duerme. Los escritos revelan su obsesión con la historia de una místico del siglo XVIII llamado Caligari, quien usó a un sonámbulo llamado Cesare para cometer asesinatos en pueblos del norte de Italia. El director, en su determinación por entender al anterior Caligari, experimenta con un sonámbulo admitido en el manicomio, quien se vuelve su Cesare. El director grita "¡Debo volverme Caligari!". Franzis y los doctores llaman a la policía hacia la oficina del doctor Caligari, donde les muestran el cadáver de Cesare. Entonces, el doctor Caligari ataca a un miembro del equipo. Es inmovilizado con una camisa de fuerza y se vuelve un preso de su propio asilo. 
La narrativa regresa al presente, donde Franzis concluye su historia. En un giro argumental, sin embargo, es revelado que Franzis es de hecho un preso del asilo. Jane y Cesare son pacientes también, pero Jane cree que es una reina, y Cesare está vivo. El hombre que Franzis cree que es el doctor Caligari es de hecho el director del asilo. Franzis lo ataca, pero es inmovilizado en una camisa de fuerza y puesto en la misma celda en la que el doctor Caligari fue confinado en su historia. El director anuncia que, ahora que entiende la ilusión de Franzis, confía en que puede curarlo.

## Reparto
- Werner Krauss como el doctor Caligari.
- Conrad Veidt como Cesare.
- Friedrich Feher como Franzis.
- Lil Dagover como Jane.
- Hans Heinrich von Twardowski como Alan.
- Rudolf Lettinger como el Dr. Olsen
- Hans Lanser-Ludolff como el anciano en la banca.
- Rudolf Klein-Rogge como el hombre con un cuchillo.
- Henri Peters-Arnolds como el doctor joven.
- Ludwig Rex como el criminal.
- Elsa Wagner como la casera.

## Producción

### Escritura
El gabinete del doctor Caligari fue escrita por Hans Janowitz y Carl Mayer, cuando ambos pacifistas se conocieron, al término de la Primera Guerra Mundial. Janowitz sirvió como un oficial durante la guerra, pero la experiencia lo dejó amargado con el ejército, lo cual afectó su escritura. Mayer fingió demencia para evitar el servicio militar durante la guerra, lo que lo llevó a intensas examinaciones por parte de un psiquiatra militar. La experiencia le hizo desconfiar de la autoridad, y el psiquiatra sirvió como un modelo para el personaje del doctor Caligari. Janowitz y Mayer fueron presentados en junio de 1918 por una amigo mutuo, el actor Ernst Deutsch. Ambos escritores estaban en quiebra en esas fechas. Gilda Langer, una actriz de quien Mayer estaba enamorado, alentó a Janowitz y Mayer a escribir el filme juntos. Más tarde se convirtió en la base para el personaje de Jane. Langer también alentó a Janowitz a visitar a un adivino, quien predijo que Janowitz sobreviviría a su servicio militar durante la guerra, pero que Langer moriría. Esta predicción probó ser cierta, pues Langer murió de forma inesperada en 1920, y Janowitz dijo que ello inspiró la escena en la que Cesare predice la muerte de Alan, en la feria.
Aunque ninguno tenía asociaciones con la industria cinematográfica, Janowitz y Mayer escribieron un guion durante seis semanas en el invierno de 1918-1919. Al describir sus roles, Janowitz se llamó a sí mismo "el padre que plantó la semilla", y Mayer "la madre que la concibió y cosechó". El cineasta expresionista Paul Wegener estuvo entre sus influencias. La historia fue parcialmente inspirada en un acto secundario de un circo que ambos visitaron en Kantstrasse, Berlín, llamado "¿Hombre o máquina?", en el cual un hombre ejecuta hazañas de gran fuerza después de ser hipnotizado. Visualizaron la historia de Caligari la noche de ese show. Varias experiencias pasadas de Janowitz influenciaron su escritura, incluyendo memorias de su pueblo natal Praga, y, como el mismo lo puso, una desconfianza de "el poder autoritario de una estado inhumano vuelto loco", debido a su servicio militar. Janowitz también creyó haber presenciado un asesinato en 1913, cerca de un parque de diversiones en Reeperbahn, Hamburgo, a un lado del Holstenwall, lo que sirvió como otra inspiración para el guion. De acuerdo con Janowitz, observó a una mujer desaparecer entre unos arbustos de los que unos instantes después emergió un hombre de aspecto respetable, y al día siguiente Janowitz se enteró de que la chica había sido asesinada. Holstenwall más tarde se convirtió en el nombre del pueblo de la película .
Se dice que Janowitz y Mayer habían acordado escribir una historia denunciando a la autoridad arbitraria como brutal e insana. Janowitz dijo que fue solo años después de que el filme fuera estrenado que se dio cuenta de que poner al descubierto el «poder autoritario de un estado inhumano» siempre había sido la «intención subconsciente» de los escritores. Sin embargo, Hermann Warm, quien diseñó los sets del filme, dijo que Mayer no tenía intenciones políticas cuando escribió el filme. El historiador de cine, David Robinson, observaría que Janowitz hizo referencia a intenciones antiautoritarias en el guion hasta décadas después de que Caligari fuera estrenada, y sugirió que el recuerdo de Janowitz tal vez cambió en respuesta a interpretaciones posteriores del filme. El filme que escribieron se tituló Das Cabinet des Dr. Caligari, usando la ortografía de habla inglesa "Cabinet", en lugar del alemán "Kabinett". El guion completo contenía 141 escenas. Janowitz ha asegurado que el nombre "Caligari", que no fue establecido hasta después de que el guion estuviera terminado, fue inspirado por un raro libro llamado Cartas desconocidas de Stendhal, que incluía una carta del novelista francés Stendhal refiriéndose a un oficial francés llamado Caligari al que conoció en el teatro de La Scala, en Milán. Sin embargo, no existe ningún registro de dicha carta y el historiador John D. Barlow sugiere que Janowitz tal vez fabricó la historia. La apariencia física del doctor Caligari fue inspirada por los retratos del filósofo alemán Arthur Schopenhauer. El nombre del personaje es deletreado como "Calligaris" en el único guion sobreviviente conocido, aunque en algunos pasajes se prescinde de la "s" final. Los nombres de  otrospersonajes también son deletreados de manera diferente a la versión final del filme: Cesare aparece como "Caesare", Alan como "Allan" o a veces "Alland", y el doctor Olfen es "doctor Olfens". Asimismo, personajes anónimos en el filme final tienen nombre en el guion, entre ellos el secretario del ayuntamiento ("Dr. Lüders") y el ladrón de casas ("Jakob Straat").
La historia de Caligari es contada de manera abstracta, como un cuento de hadas, e incluye una pequeña descripción acerca de o atención a motivaciones psicológicas de los personajes, lo cual es más fuertemente enfatizado en el estilo visual del filme. El guion original muestra pocos trazos de la influencia expresionista prevalente en los sets y vestuario del filme. A través del director Fritz Lang, Janowitz y Mayer se reunieron con Erich Pommer, jefe de producción en el estudio de cine Decla-Bioscop, el 19 de abril de 1919, para discutir la venta del guion. De acuerdo con Pommer, él intentó deshacerse de ellos, pero persistieron hasta que aceptó reunirse con ellos. Según se informa, Pommer pidió a los escritores dejarle el guion, pero se negaron, y en lugar de ello Mayer lo leyó en voz alta. Pommer y su asistente, Julius Sternheim, quedaron tan impresionados que se negaron a dejarlos ir hasta que el contrato estuviera firmado, y les compró el guion esa noche. Los escritores había ofertado el guion en no menos de 10,000 marcos, pero les fueron dados 3,500 con la promesa de otros 2,000 una vez que el filme se fuera a producción y 500 si era vendido para estreno foráneo, lo cual los productores consideraron improbable. El contrato, preservado en el archivo fílmico Bundesarchiv de Berlín, le dio a Pommer el derecho de hacer cualquier cambio al guion que considerara apropiado. Pommer dijo que fue atraído por el guion debido a que creyó que sería poco costoso filmarlo, y compartía similitudes con filmes inspirados por los macabros shows de terror del teatro Grand Guignol en París, que era popular en ese momento. Pommer más tarde dijo: «Ellos vieron en el guion un "experimento". Yo vi un filme relativamente barato».

#### Narración enmarcada
El gabinete del doctor Caligari hace uso del "Rahmenerzählung", o historia dentro de la historia. Un prólogo y un epílogo establecen el cuerpo principal del filme como una analepsis, una técnica innovadora en aquel entonces. Lang ha dicho que, durante las primeras discusiones sobre su posible participación en el filme, sugirió la adición de una escena de apertura con un estilo "normal", lo que dirigiría al público al resto del filme sin confusión alguna. Sin embargo, no está claro si Lang sugirió la estructura misma de la narrativa enmarcada o simplemente dio consejo sobre cómo escribir una historia enmarcada que ya estaba acordada, y algunos escritores, como David Robinson, han cuestionado si el recuerdo de Lang es correcto. El director Robert Wiene apoyó los cambios. Janowitz ha asegurado que él y Mayer no estaban al tanto de discusiones sobre la adición de una histtroai dentro de la historia y se opusieron fuertemente a su inclusión, creyendo que había privado al filme de su significado revolucionario y político; escribió que fue una «violación ilícita, una violación de nuestro trabajo» que convirtió la película «en un cliché... donde se perdió el simbolismo». Janowitz aseguró que los escritores buscaron acciones legales para detener el cambio, pero no fueron exitosas. También asegura que no vieron el filme terminado con la narración enmarcada hasta que un avance fue mostrado a los jefes del estudio, después del cual los escritores «expresaron su insatisfacción en una tormenta de estruendosas protestas». Tuvieron que ser persuadidos de no protestar públicamente por el filme.
En su libro de 1947 De Caligari a Hitler, Siegfried Kracauer argumentó, basándose principalmente en una copia mecanografiada y no publicada proporcionada por Janowitz, que originalmente el filme no contenía ninguna narración de marco, consistiendo únicamente en la historia principal que comenzaba con la feria del pueblo y finalizaba con el doctor Caligari siendo internado. Kracauer argumentó que la historia de marco glorificó a la autoridad y fue añadida para convertir un filme "revolucionario" en uno "conformista". No se creía que hubiera copias sobrevivientes para confirmar este hecho, hasta principios de los años cincuenta cuando el actor Werner Krauss reveló que todavía conservaba su copia. Krauss se negó a desprenderse de ella y no fue sino hasta 1978, después de su muerte, cuando fue comprada por el archivo fílmico alemán Deutsche Kinemathek. No estuvo disponible para el consumo público hasta 1995, cuando una transcripción completa fue publicada.
El guion reveló que en verdad una historia enmarcada fue incluida originalmente, aunque era significativamente diferente a la del filme final. El manuscrito original se inicia en una elegante terraza de una gran villa donde Franzis y Jane son anfitriones de una fiesta, y los invitados insisten en que Franzis les cuente una historia que le sucedió hace 20 años. La conclusión de la historia de marco no figura en el guion. Los críticos concuerdan en que el descubrimiento del guion debilita considerablemente la teoría de Kracauer, con algunos, como el historiador alemán de cine Stephen Brockmann, llegando al extremo de argumentar que refuta sus afirmaciones por completo. Otros, sin embargo, como John D. Barlow, argumentan que no asienta el asunto por completo, pues la historia de marco del guion original simplemente sirve para introducir la trama principal, en lugar de subvertirla como hace la versión final del filme.

### Desarrollo
Muchos detalles sobre la producción de El gabinete del doctor Caligari están en disputa y probablemente permanecerán sin establecerse debido al gran número de personas involucradas en la producción del filme, de las que muchas la han recordado diferente o dramatizado su contribución a ella. La producción fue retrasada unos cuatro o cinco meses después de que el guion fuera comprado. Pommer originalmente escogió a Lang como el director, e incluso este último llegó tan lejos como para sostener discusiones preparatorias sobre el guion con Janowitz, pero pasó a no estar disponible debido a su participación en el filme Las arañas, así que Wiene fue seleccionado en su lugar. De acuerdo con Janowitz, el padre de Wiene, un exitoso actor de teatro,  «enloqueció un poco cuando no pudo aparecer más en el escenario», y Janowitz cree que esa experiencia ayudó a Wiene a aportar «una íntima comprensión» de la fuente de material de Caligari.

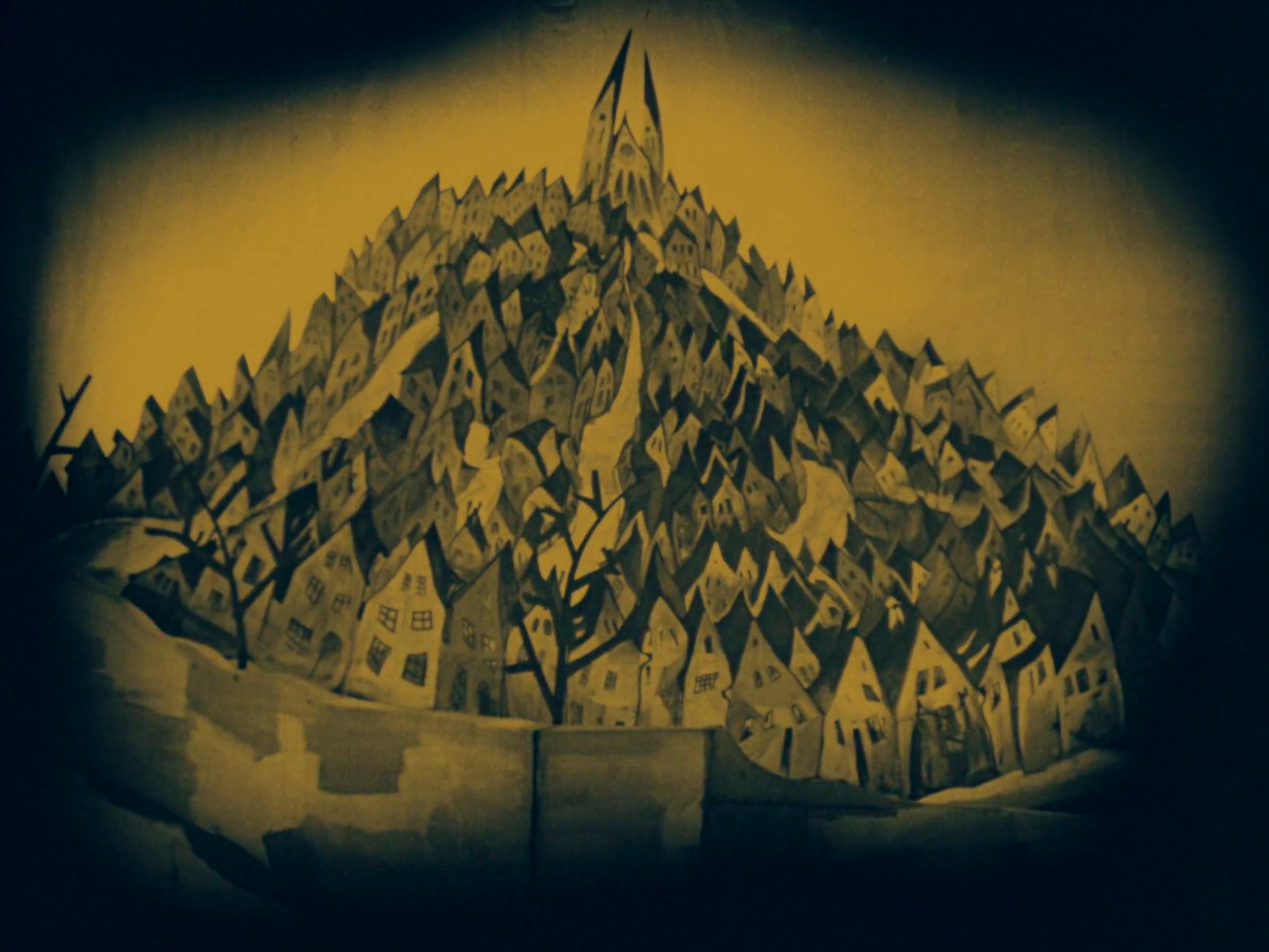
Los diseñadores de El gabinete del doctor Caligari eligieron un estilo visual fantástico y gráfico en lugar de uno naturalista; esto incluía escenas urbanas retorcidas que fueron pintadas directamente sobre lienzos.

El productor de Decla, Rudolf Meinert, presentó a Hermann Warm a Wiene y proveyó a Warm del guion, pidiéndole propuestas para el diseño. Warm creía que los «filmes deben ser dibujos traídos a la vida», y sintió que un set naturalista era incorrecto para el tema del filme, recomendando en su lugar un estilo gráfico fantástico en el que las imágenes fueran visionarias, propias de pesadilla y se salieran de lo corriente. Warm trajo al proyecto a sus dos amigos, los pintores y diseñadores de escenario Walter Reimann y Walter Röhrig, ambos asociados con la revista berlinesa de arte y literatura Der Sturm. El trío pasó un día entero y parte de la noche leyendo el guion, después de lo cual Riemann sugirió un estilo expresionista, un estilo que a menudo usaba en sus pinturas. También concibieron la idea de pintar formas y sombras directamente en los sets para asegurar un aspecto oscuro e irreal. De acuerdo con Warm, los tres abordaron a Wiene con la idea y este accedió inmediatamente, aunque Wiene ha hecho declaraciones donde dice que fue él quien concibió el estilo expresionista del filme. Meinert accedió a la idea después de un día de considerarlo, diciéndole a Warm, Reimann y Röhrig que hicieran el set tan "loco" y "excéntrico" como fuera posible. Él abrazó la idea por propósitos comerciales, no estéticos: el expresionismo estaba de moda en ese tiempo, así que concluyó que incluso si el filme recibía malas críticas, el estilo artístico llamaría la atención y haría que fuese rentable.
Wiene filmó una escena de prueba para comprobar las teorías de Warm, Reimann y Röhrig, e impresionó tanto a los productores que se dio completa libertad a los artistas. Pommer más tarde dijo que él fue responsable de poner a Warm, Reimann y Röhrig a cargo de los sets. Pero Warm ha declarado que, aunque Pommer estaba a cargo de la producción en Decla cuando Caligari estaba siendo hecha, no era en realidad un productor de la película en sí. En lugar de ello, dice que el verdadero productor del filme era Meinert, y que fue él quien le dio el manuscrito a Warm. Warm declaró que Meinert produjo el filme "a pesar de la oposición de parte de la administración de Decla". Meinert dijo que Pommer "no había sancionado" el estilo visual abstracto del filme. Sin embargo, Pommer declaró haber supervisado Caligari, y que el estilo expresionista fue elegido en parte para diferenciarlo de los filmes de Hollywood que le harían la competencia. La actitud predominante en ese tiempo era que el logro artístico llevaría al éxito de exportación a mercados cinematográficos extranjeros. El dominio de Hollywood en aquella época, paralelo a un período de inflación y devaluación de la moneda, obligó a los estudios de cine alemanes a buscar proyectos que pudieran ser hechos de manera económica, con una combinación de elementos realistas y artísticos para que el filme pudiera ser accesible a las audiencias estadounidenses pero, al mismo tiempo, fuera distinto de las películas de Hollywood. Pommer ha declarado que mientras que Mayer y Janowitz expresaron un deseo de experimentación artística en el filme, su decisión de usar lienzos pintados como escenario se debió principalmente a  cuestiones comerciales, ya que supondrían un significativo ahorro financiero porque construir los sets habría significado un mayor gasto.
Janowitz declaró haber intentado encargaar los sets al diseñador y grabador Alfred Kubin, conocido por su fuerte uso de luz y sombra para crear una sensación de caos, pero Kubin se negó a participar en el proyecto porque estaba muy ocupado. En una historia conflictiva, no obstante, Janowitz declaró haber pedido "pinturas de Kubin" a Decla, y que ellos malinterpretaron sus instrucciones como "pintores cubistas" y contrataron a Reimann y Röhrig como resultado. David Robinson argumenta que esta historia fue probablemente un elemento decorativo a raíz del desprecio de Janowitz hacia estos dos artistas. Janowitz afirmó que él y Mayer concibieron la idea de pintar los sets sobre lienzos, y que el guion de rodaje incluía instrucciones para que el escenario fuera diseñado en el estilo de Kubin. Sin embargo, el posterior descubrimiento del guion original refuta esta afirmación, pues no incluye tales instrucciones para los sets . Esto también fue disputado en un artículo de 1926 de Barnet Braverman en la revista Billboard, donde declaró que el guion no incluía mención alguna de una estilo visual no convencional, y que Janowitz y Mayer de hecho se opusieron fuertemente a esa estilización. Ella declara que Mayer más tarde apreció el estilo visual, pero que Janowitz permaneció renuente hasta años después del estreno del filme.
El diseño del set, el vestuario y los accesorios requirió unas dos semanas de preparativos. Warm trabajó principalmente en los sets, mientras Röhrig se encargó de la pintura y Reimann fue responsable del vestuario. Robinson notó que el vestuario en Caligari parecía pertenecer a una amplia variedad de periodos de tiempo. Por ejemplo, los trajes del doctor Caligari y los trabajadores de la feria recuerdan a los de la era Biedermeier, mientras que Jane encarna al romanticismo. Además, escribió Robinson, el traje de Cesare y los de los policías parecen ser abstractos, mientras que otros personajes parecen llevar ropa alemana normal y corriente de la década de los veinte. La naturaleza colaborativa de la producción del filme pone de relieve la importancia que los guionistas y diseñadores de set tenían en el cine alemán de la década de 1920, aunque la  crítico de cine Lotte H. Eisner dijo que los sets tenían mayor importancia que cualquier otra cosa en los filmes alemanes de este tiempo. El gabinete del doctor Caligari fue el primer filme expresionista alemán, aunque Brockmann y el crítico de cine Mike Budd declaran que también fue influenciado por el romanticismo alemán; Budd nota que los temas de locura y la protesta contra la autoridad en el filme, son comunes entre la literatura, teatro y artes visuales del romanticismo alemán. El académico de cine Vincent LoBrutto dijo que el teatro de Max Reinhardt y el estilo artístico de Die Brücke fueron influencias adicionales en Caligari.

### Casting

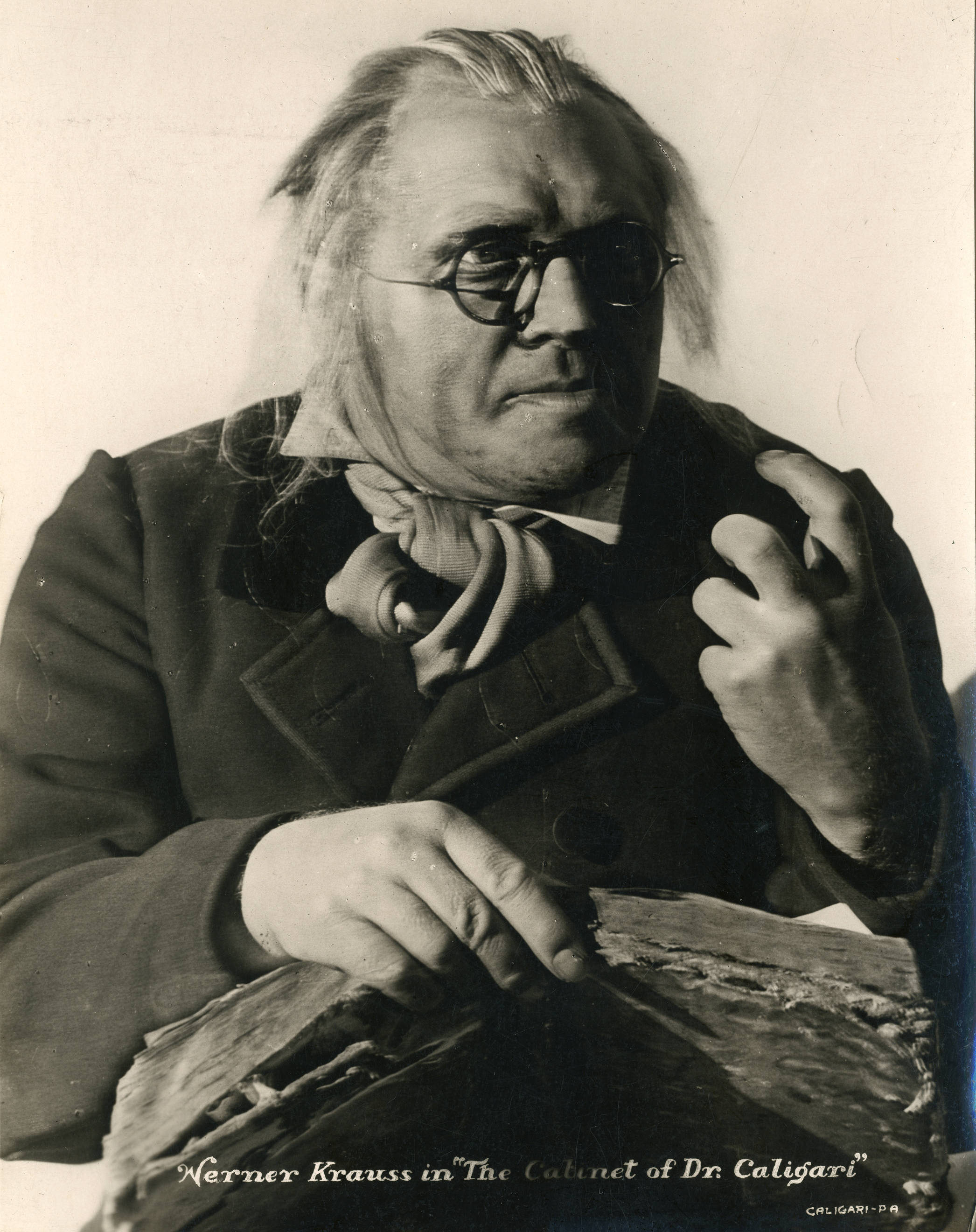
Werner Krauss, quien interpreta a Caligari, sugirió cambios en su propio maquillaje y vestuario para que coincidieran con el estilo expresionista de la película.

Janowitz originalmente tenía la intención de que el papel de Cesare fuera para su amigo el actor Ernst Deutsch. Mayer escribió el personaje de Jane pensando en Gilda Langer, mas para cuando empezaron las audiciones para el filme, los intereses de Langer se habían desplazado de Janowitz y Mayer al director Paul Czinner, dejando el rol para que fuera interpretado por Lil Dagover. Janowitz declaró que escribió la parte del doctor Caligari específicamente para Werner Krauss, sobre el que Deutsch había traído su atención durante los ensayos para una obra de Max Reinhardt; Janowitz dijo que solo Krauss o Paul Wegener podían haberlo interpretado. Finalmente los papeles del doctor Caligari y Cesare fueron adjudicados a Krauss y Conrad Veidt respectivamente, quienes participaron entusiásticamente en distintos aspectos de la producción. Krauss sugirió cambios en su propio maquillaje y vestuario, incluyendo elementos como un sombrero de copa, capa, y un bastón con mango de marfil para su personaje. Los actores en Caligari fueron conscientes de la necesidad de adaptar su maquillaje, su vestuario y su apariencia para que casaran con el estilo visual del filme. La mayor parte de la actuación en el cine mudo alemán en ese tiempo ya era expresionista, imitando aspectos de pantomima propios del teatro expresionista: las interpretaciones de Krauss y Veidt en Caligari fueron típicas de este estilo, pues ambos tenían experiencia en el teatro con influencia expresionista, y como resultado John D. Barlow dijo que ellos parecían más cómodos en sus alrededores del filme que los otros actores. Antes de actuar, Krauss y Veidt aparecieron en el escenario en el invierno de 1918 en un drama expresionista, el Seeschlacht de Reinhold Goering, en el Teatro Deutsches. Dagover, en cambio, tenía poca experiencia en el teatro expresionista, y Barlow argumenta que su actuación no armoniza tan bien con el estilo visual del filme.
Wiene pidió a los actores que hicieran movimientos similares a la danza, especialmente a Veidt, pero también a Krauss, Dagover y Friedrich Feger, quien interpretó a Franzis. Krauss y Veidt son los únicos actores cuyas interpretaciones empatizan completamente con la estilización de los sets, algo que lograron concentrándose en sus movimientos y sus expresiones faciales. Barlow observa que «Veidt se mueve junto con el muro, como si hubiera sido "exudado" por éste... siendo más parte de un mundo material de objetos que de uno humano», y Krauss «se mueve con una angulosa malignidad, sus gestos parecen rotos o agrietados por la fuerza obsesiva dentro de él, una fuerza que parece emerger de un constante estado tóxico, un retorcido autoritarismo hecho de escrúpulos inhumanos y una total insensibilidad». La mayoría de los otros intérpretes aparte de Krauss y Veidt mantienen un estilo más naturalista. Alan, Jane y Franzis interpretan a un idílico feliz trío que disfruta de la juventud; Alan en particular representa al arquetipo de un sensible estudiante del siglo XIX. Mike Budd señala que los personajes realistas en escenarios estilizados son una característica común del teatro expresionista. Sin embargo, David Robinson observa que incluso las actuaciones de los papeles secundarios más naturalistas en Caligari tienen elementos expresionistas, como el «extraño, atormentado rostro» de Hans-Heinz von Twardowski como Alan. También cita los «largos movimientos angulares» de Feher, especialmente en la escena donde registra el desierto recinto ferial. Otros papeles menores son expresionistas por naturaleza, como los dos policías que se sientan uno frente al otro en sus escritorios y se mueven con exagerada simetría, o los dos sirvientes que despiertan y se levantan de sus camas en perfecta sincronización. Vincent LoBrutto dijo lo siguiente de la actuación en el filme:

«El estilo interpretativo es tan emocionalmente exagerado como el la narrativa y el estilo visual de El gabinete del doctor Caligari. El comportamiento de los personajes representa las respuestas emocionales de los actores al ambiente expresionista y las situaciones en las que se encuentran. La puesta en escena y los movimientos de los actores responden a la histeria de las maquinaciones de Caligari y al laberinto de la casa de la risa que aparenta ser el reflejo de un loco espejo, no una villa ordenada.»

### Rodaje
El rodaje de El gabinete del doctor Caligari comenzó a finales de diciembre de 1919 y concluyó a finales de enero de 1920. Fue filmada enteramente en un estudio sin tomas de exteriores, lo cual fue inusual para filmes de esa época, pero dictado por la decisión de dar al filme un estilo visual expresionista. La extensión de la participación de Mayer y Janowitz durante el rodaje es disputada: Janowitz afirma que el dúo repetidamente rehusó permitir cualquier cambio en el guion durante la producción, y Pommer declaró que Mayer estuvo en el set cada día del rodaje. Pero Hermann Warm declaró que ellos nunca estuvieron presentes para alguna toma o involucrados en discusión alguna durante la producción.
Caligari fue filmada en el estudio de cine Lixie-Atelier (anteriormente propiedad de Continental-Kunstfilm) en 9 Franz Joseph-Strasse (ahora Max Liebermannstraße), Weißensee, un suburbio en el noreste de Berlín. Decla había estado haciendo filmes en el estudio Lixie desde octubre de 1919, habiendo estrenado previamente tres títulos: Dies Pest in Florenz (1919) y las dos partes de The Spiders (Die Spinnen) de Fritz Lang. El relativamente pequeño tamaño del estudio (construido unos cinco años atrás, en 1914) significó que la mayoría de los sets usados en el filme no excedieron los seis metros de anchura y profundidad. Ciertos elementos del guion original tuvieron que ser cortados debido al limitado espacio, incluyendo una procesión de gitanos, un carretón empujado por el doctor Caligari, el carruaje de Jane, y una persecución que involucraba taxis de caballos. Asimismo, el guion solicitaba un recinto ferial con rotondas, organillos, pregoneros de actos secundarios, ejecutantes y pequeños zoológicos, ninguno de los cuales podía ser realizado en el restrictivo espacio. En lugar de ello, las escenas usaron una pintura del pueblo de Holstenwall como fondo; multitudes caminaban alrededor de dos carruseles giratorios accesorios, lo que crea la impresión de un carnaval. El guion también hizo referencias a elementos modernos como teléfonos, telegramas y luz eléctrica, pero fueron eliminados durante la filmación, dejando el establecimiento del filme final con ninguna indicación de un periodo de tiempo específico.

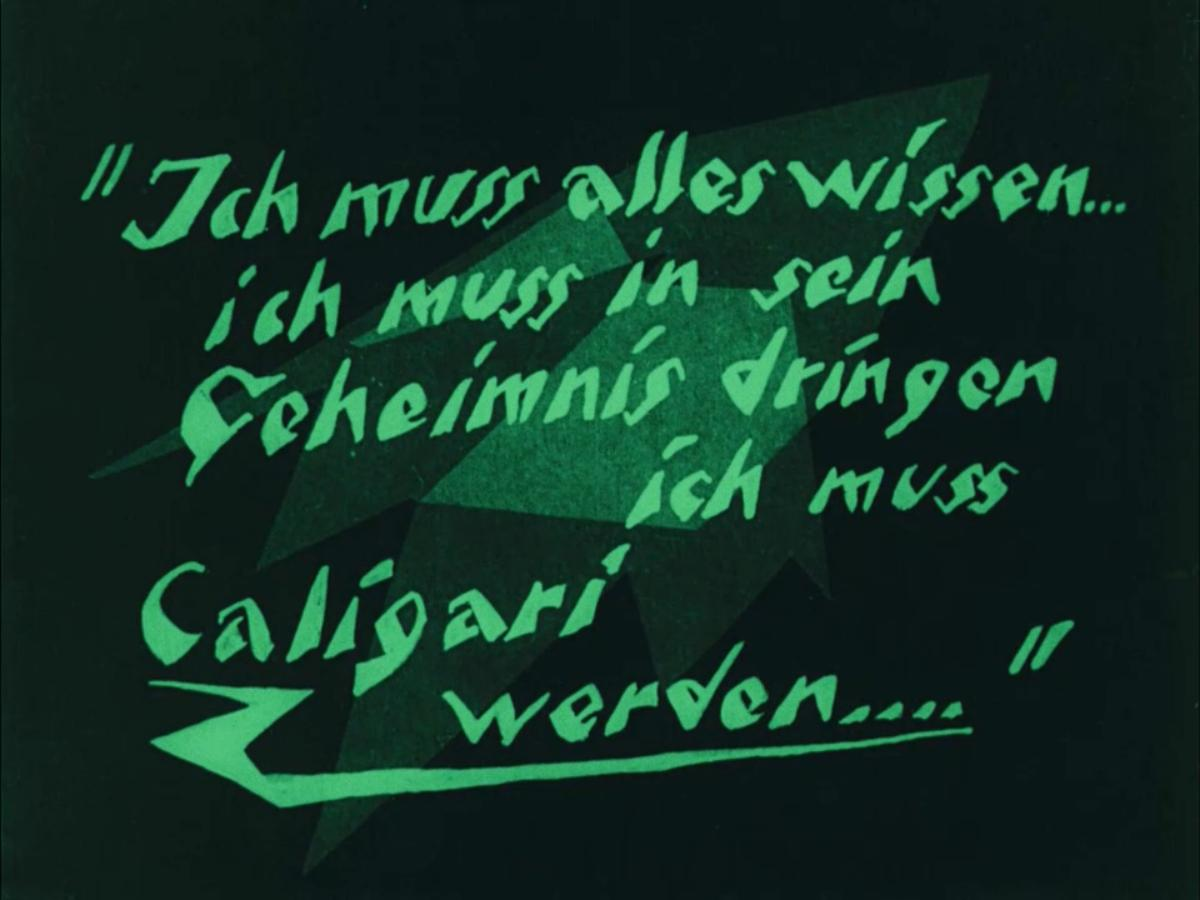
El gabinete del doctor Caligari usó intertítulos estilizados.

Varias escenas del guion fueron cortadas durante la filmación, muchas de las cuales eran breves lapsos de tiempo a escenas de transición, o pequeñas pantallas consideradas innecesarias. Una de las escenas más sustanciales que fueron cortadas involucra al fantasma de Alan en un cementerio. La escena con el secretario del ayuntamiento regañando al doctor Caligari se desvió notablemente del guion original, el cual simplemente solicitaba que el secretario fuera "impaciente". Él es bastante más abusivo en la escena como fue filmada, y es posado en la cima de un exageradamente alto banco que se eleva sobre el doctor Caligari. Otra desviación del guion viene cuando el doctor Caligari despierta por primera vez a Cesare, uno de los momentos más famosos del filme. El filme solicitaba que Cesare jadeara y luchara por aire, que se sacudiera violentamente y colapsara en los brazos del doctor Caligari. Como fue filmada, no hay tal lucha física, y en su lugar la cámara se acerca al rostro de Cesare mientras este abre los ojos gradualmente. Las cartas de títulos originales para Caligari  contenían letras estilizadas y deformes, con subrayados excesivos, signos de exclamación y ocasionalmente una ortografía arcaica. El estilo estrafalario, el cual combina el del filme como un todo, imita la letra de los pósteres expresionistas de la época. Las cartas de títulos originales estaban tintadas de verde, azul metálico y café. Muchas copias modernas del filme no preservan las letras originales.
La fotografía fue proveída por Willy Hameister, quien más tarde trabajó con Wiene en otros filmes. La cámara no juega un gran papel en Caligari, y es usada principalmente para mostrar los sets. La fotografía tiende a alternar solo entre planos medios y ángulos rectos, y primeros planos abruptos para crear una sensación de shock, pero con muy pocos planos generales o paneos. Asimismo, hay muy poca edición inter-escena. La mayoría de las escenas se siguen unas a otras sin inter-cortes, lo que la da a Caligari un sentimiento más teatral que cinematográfico. Pesada iluminación está típicamente ausente en el filme, intensificando la sensación de oscuridad prevalente en la historia. Sin embargo, la iluminación es ocasionalmente usada para intensificar la inquietud creada por las distorsiones de los sets. Por ejemplo, cuando Cesare despierta por primera vez en la feria, un luz brilla directamente en un primer plano de su muy maquillado rostro para crear un inquietante resplandor. Adicionalmente, la iluminación es usada en una entonces innovadora forma para emitir una sombra contra el muro durante la escena en la que Cesare mata a Alan, así que el espectador ve solamente la sombra y las figuras en sí. Técnicas de iluminación como esta se volvieron frecuentes en posteriores filmes alemanes.

## Estilo visual

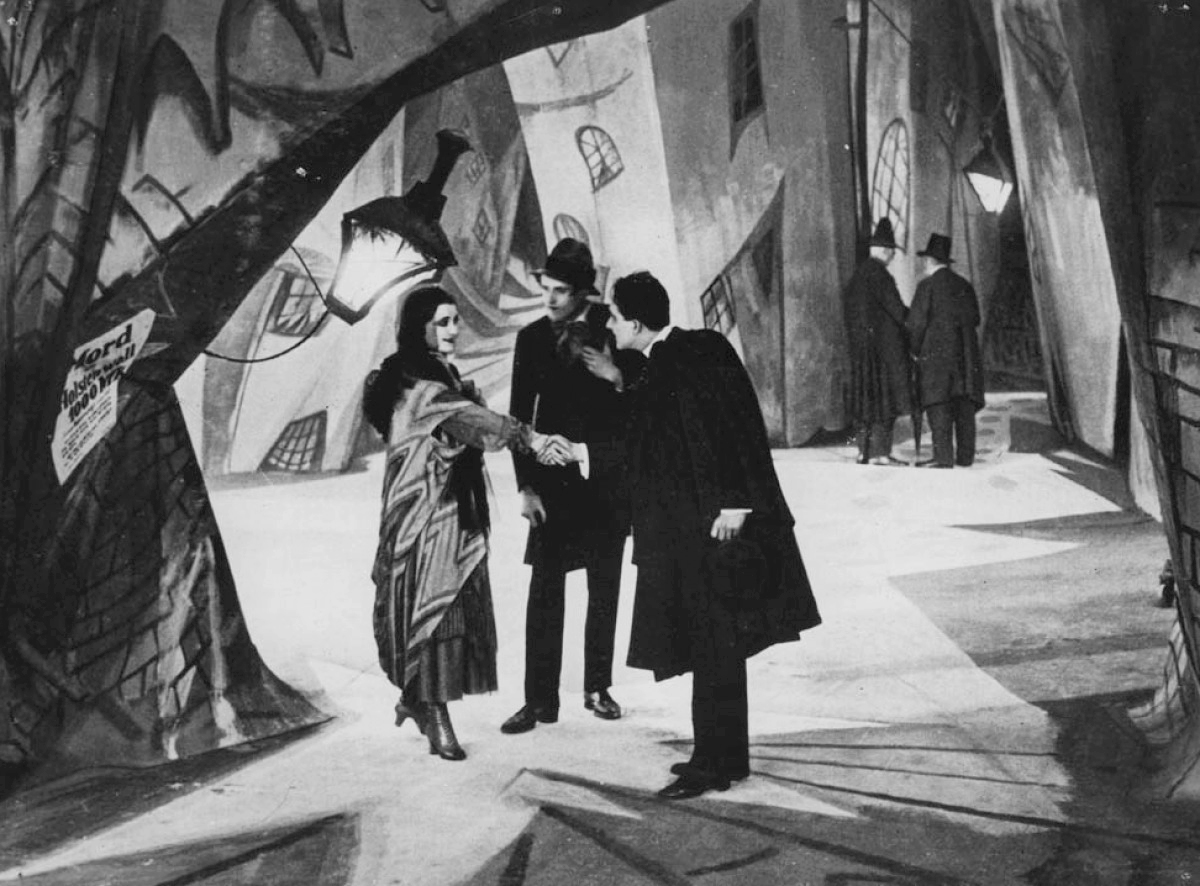
El estilo visual de El gabinete del doctor Caligari incluía formas deliberadamente distorsionadas y sombras y rayas de luz pintadas directamente en los sets.

El estilo visual de El gabinete del doctor Caligari es oscuro, retorcido y estrafalario; distorsiones radicales y deliberadas en perspectiva, forma, dimensión y escala crean una apariencia caótica y desquiciada. Los sets son dominados por formas puntiagudas y líneas curvas y oblicuas, con calles estrechas y en espiral, y estructuras y paisajes que se inclinan y retuercen en ángulos inusuales, dando la impresión de que pueden colapsar o explotar en cualquier momento. El crítico de cine Roger Ebert lo describió como «un paisaje dentado de ángulos agudos y muros y ventanas inclinadas, escaleras que escalan locas diagonales, árboles con hojas puntiagudas, pasto que parece un conjunto de cuchillos». Los sets se caracterizan por intensos trazos de pintura negra. El paisaje de Holstenwall es pintado en un lienzo en lugar de ser un set construido, y sombras y rayos de luz son pintados directamente en los sets, distorsionando aún más la sensación de perspectiva y tridimensionalidad del espectador. Los edificios son agrupados e interconectados en una arquitectura algo cubista, rodeados por oscuros y retorcidos callejones. Lotte Eisner, autora de La pantalla embrujada, escribe que los objetos en el filme parecen estar vivos y «parecen vibrar con una extraordinaria espiritualidad». Asimismo, el autor de Expressionismus und Film, Rudolf Kurtz, escribió: «La fuerza dinámica de los objetos aúlla su deseo de ser creados». Los cuartos son recompensados radicalmente con ventanas de marcos distorsionados, puertas que no son cuadradas, y sillas que son muy altas. Extraños diseños y figuras son pintadas en los muros de los corredores y habitaciones, y los árboles del exterior tienen ramas retorcidas que a veces recuerdan a tentáculos.
Como escribió el profesor alemán de cine Anton Kaes, «El estilo del expresionismo alemán permitió a los cineastas experimentar con tecnología fílmica y efectos especiales y explorar el retorcido reino de los deseos reprimidos, los miedos inconscientes y las fijaciones desquiciadas». El estilo visual de Caligari transmite una sensación de ansiedad y terror al espectador, dando la impresión de una pesadilla o una sensibilidad trastornada, o de un lugar transformado por el mal, de un manera más efectiva de las que les es posible alcanzar a las locaciones realistas o los conceptos de diseño convencionales. Siegfried Kracauer escribió que los establecimientos «alcanzan una transformación perfecta de objetos materiales a ornamentos emocionales». La mayor parte de la historia y la mayoría de las escenas del filme son recuerdos rememorados por un narrador desquiciado, y como resultado de ello el estilo visual distorsionado adquiere la calidad de su desmoronamiento mental, dando así a los espectadores la impresión de que están dentro de la mente de un loco. Al igual que en las pinturas del expresionismo alemán, el estilo visual de Caligari refleja una reacción emocional al mundo, y en el caso de los personajes del filme representa una respuesta emocional al terror de la sociedad que representan el doctor Caligari y Cesare. A menudo en el filme, las piezas del set son emblemáticas del estado emocional del personaje en la escena. Por ejemplo, el patio del asilo de insanos durante la historia de marco está vastamente fuera de proporción. Los personajes parecen demasiado grandes para el pequeño edificio, y el piso del patio tiene un patrón extraño , todo lo cual representa los dañados estados de ánimo de los pacientes. Asimismo, la escena con el criminal en la celda de la prisión cuenta con un set de largas sombras verticales pintadas parecidas a cabezas de flechas, apuntando abajo, hacia el prisionero en cuclillas, en un efecto opresivo que simboliza su estado colapsado.
Stephen Brockmann argumenta que el hecho de que Caligari haya sido filmada enteramente en un estudio realza la locura retratada por las opciones visuales del filme, porque «no hay acceso a un mundo natural más allá del reino de la torturada psique humana». Los sets ocasionalmente cuentan con imágenes circulares que reflejan el caos del filme, presentando patrones de movimiento que parecen ir a ningún lado, tales como el carrusel de la feria, moviéndose en un ángulo inclinado que lo hace parecer en riesgo de colapsar. Otros elementos del filme transmiten los mismos motivos visuales que los sets, incluyendo el vestuario y maquillaje diseñados para el doctor Caligari y Cesare, siendo ambos altamente exagerados y grotescos. Incluso el cabello de los personajes es un elemento de diseño expresionista, especialmente los cabellos negros, puntiagudos y dentados de Cesare. Ellos son los únicos personajes en el filme con maquillaje y vestuario expresionista, haciéndolos parecer los únicos que pertenecen a este mundo distorsionado. Pese a su aparente normalidad, sin embargo, Franzis y los otros personajes nunca parecen sentirse perturbados por la locura a su alrededor reflejada en los sets; en lugar de ello, reaccionan como si fueran parte de un fondo normal.
Unas pocas escenas selectas rompen con el estilo expresionista del filme, como la casa de Jane y Alan, la cual incluye un fondo normal y mobiliario burgués que transmite una sensación de seguridad y tranquilidad ausente en el resto del filme. Eisner llamó a esto un "fatal" error de continuidad, pero John D. Barlow no está de acuerdo, argumentando que es una característica común de las narrativas de sueños contener algunos elementos normales, y que la normalidad de la casa de Jane en particular puede representar el sentimiento de comodidad y refugio que Franzis siente en su presencia. Mike Budd argumenta que mientras el estilo visual expresionista es discorde y poco atractivo al principio, los personajes comienzan a mezclarse más armoniosamente a medida que el filme progresa, y el escenario se va relegando al fondo.
Robinson sugiere que Caligari no es en absoluto un verdadero ejemplo del expresionismo, sino simplemente una historia convencional con algunos elementos de dicha forma artística aplicados a ella. Argumenta que la historia en sí misma no es expresionista, y que el filme pudo haber sido producido fácilmente en un estilo tradicional, pero que los visuales inspirados en el expresionismo fueron aplicados como una decoración. De manera similar, Budd ha llamado al filme una narrativa convencional, clásica, recordando una historia de detectives cuando Franzis busca exponer al asesino de Alan, y dijo que son solo los escenarios expresionistas del filme lo que hacen transgresor. Hans Janowitz ha tenido pensamientos similares también: «¿Fue este particular estilo de pintura sólo un ropaje para vestir al drama? ¿Fue sólo un accidente? ¿No habría sido posible cambiar ese ropaje sin lesionar al profundo efecto del drama? No lo sé».

## Temas e interpretaciones

### Autoridad y conformidad
Caligari, al igual que varios filmes de Weimar que le siguieron, tematizan la autoridad brutal e irracional haciendo antagonista a una figura violenta y posiblemente insana. Kracauer dijo que el doctor Caligari fue un símbolo del gobierno de guerra alemán y las inherentes tendencias fatales en el sistema alemán, diciendo que el personaje "aboga por una autoridad ilimitada que idolatra al poder como tal, y, para satisfacer su ansia de dominación, viola sin piedad todos los derechos y valores humanos". Asimismo, John D. Barlow describe al doctor Caligari como un ejemplo del poder y autoridad tiránicos que desde hace mucho habían plagado Alemania, mientras que Cesare representa la "hombre común de obediencia incondicional". Janowitz ha declarado que Cesare representa al ciudadano común que es condicionado a matar o ser matado, justo como los soldados son entrenados durante su servicio militar, y que el doctor Caligari es símbolo del gobierno alemán mandando soldados a morir en la guerra. El control que el doctor Caligari tiene sobre las mentes y acciones de otros resulta en caos y perversión tanto moral como social. Cesare carece de individualidad alguna y simplemente es una herramienta de su maestro; Barlow escribe que es tan dependiente de Caligari que cae muerto cuando se aleja demasiado de su fuente de sustento, "como una máquina a la que se la ha acabado el combustible". En su influyente libro De Caligari a Hitler, Kracauer argumenta que el personaje del doctor Caligari es síntoma de una subconsciente necesidad en la sociedad alemana de un tirano, a lo cual llama el "alma colectiva" alemana. Kracauer argumenta que Caligari y Cesare son premoniciones de Adolf Hitler y su dominio sobre Alemania, y que este control sobre los débiles de voluntad, sonámbulos marionetas, prefigura aspectos de la mentalidad que permitió el ascenso del partido Nazi. Llama a uso del hipnotismo por parte del doctor Caligari para imponer su voluntad presagia la "manipulación del alma" por parte de Hitler. Kracauer describe al filme como una ejemplo de la obediencia alemana a la autoridad y el fallo o renuencia para rebelarse en contra de la autoridad trastornada, y refleja una "retirada general" a un caparazón que ocurrió en la Alemania de la posguerra. Cesare simboliza a aquellos que no tiene una mente propia y deben seguir los caminos de otros; Kracauer escribió que Cesare presagia un futuro alemán en el que "Caligaris autonombrados hipnotizan a innumerables Cesares para asesinar". Barlow rechaza las afirmaciones de Kracauer de que el filme glorifica a la autoridad "sólo porque no hizo una declaración sermoneadora en su contra", y dijo que la conexión del doctor Caligari y Hitler yace en el estado anímico que el filme transmite, no en la aprobación de tal tirano por parte del filme.
La realidad cotidiana en Caligari es dominada por tiránicos aspectos. Las autoridades se sientan en encima de altas perchas sobre la gente con la que lidian y mantienen oficinas fuera de la vista, al final de largas y amenazantes escaleras. La mayoría de los personajes del filme son caricaturas que encajan perfectamente en roles sociales prescritos, tales como los ciudadanos indignados persiguiendo al enemigo público, la policía autoritaria que es deferente de sus superiores, el frecuentemente acosado secretario del ayuntamiento, y los asistentes del asilo que actúan como estereotípicos "pequeños hombres en trajes blancos". Solo el doctor Caligari y Cesare son roles sociales atípicos, sirviendo en lugar de ello como, en palabras de Barlow, "abstracciones de miedos sociales, las encarnaciones de fuerzas demoníacas de un mundo de pesadilla al que la burguesía tenía miedo de reconocer, donde la presunción es empujada hacia el deliberado y arbitrario poder sobre otros". Kracauer escribió que el filme demuestra un contraste entre el rígido control, representado por tales personajes como el doctor Caligari y el secretario del ayuntamiento, y el caos, representado por la multitud de personas en la feria y el aparente eterno girar de los carruseles. Dijo que el filme no deja espacio para término medio entre estos dos extremos, y que los espectadores son forzados a abrazar la demencia o la rigidez autoritaria, dejando poco espacio para la libertad humana. Kracauer escribe: "Caligari expone al alma vacilante entre la tiranía y el caos, y enfrentando una difícil situación: cualquier escape de la tiranía parece lanzarla a un estado de total confusión".
El doctor Caligari no es el único símbolo de autoridad arrogante en el filme. De hecho, él mismo es una víctima de la dura autoridad durante la escena con el desdeñoso secretario del ayuntamiento, quien lo hizo menos e ignoró para enfocarse en su papeleo. El historiador de cine Thomas Elsaesser argumenta que la campaña asesina del doctor Caligari a través de Cesare puede ser vista como un acto rebelde, una racha antiautoritario en respuesta a experiencias como ésta, incluso a pesar de su propio autoritarismo. El diseño expresionista del set en esta escena amplifica más el poder del oficial y la debilidad de su suplicante; el secretario se eleva en una excesivamente alta silla sobre el pequeño y humillado doctor Caligari. La escena representa las diferencias de clase y estatus, y transmite la experiencia psicológica de sentirse simultáneamente indignado e impotente ante una pequeña burocracia. Otro motivo visual común es el uso de escaleras para mostrar la jerarquía de figuras de autoridad, tales como las múltiples escaleras que llevan hasta el cuartel general de la policía, y las tres escaleras que ascienden al doctor Caligari en el asilo.
Franzis expresa un resentimiento a todas las formas de autoridad, particularmente durante el final de la historia de marco, cuando siente que ha sido institucionalizado debido a la locura de las autoridades, no porque hay algo malo con él. Franzis puede ser visto, al menos en la narrativa principal, como un símbolo de razón e ilustración triunfando sobre la tiranía irracional y desenmascarando la absurdidad de la autoridad social. Pero Kracauer contiende que la historia de marco socava esa premisa. Él argumenta que de no ser por la historia de marco, el relato de los esfuerzos de Franzis contra el doctor Caligari habrían sido un loable ejemplo de independencia y rebelión contra la autoridad. Sin embargo, con la adición de la historia de marco, la cual coloca en duda la veracidad de las declaraciones de Franzis, Kracauer argumenta que el filme glorifica a la autoridad y vuelve una historia reaccionaria en un filme autoritario: "El resultado de estas modificaciones fue falsificar la acción y ultimadamente reducirla a los desvaríos de un hombre loco". Kracauer cree que estos cambios no fueron necesariamente intencionales, sino una "instintiva sumisión a las necesidades de la pantalla" porque los filmes comerciales tenían que "responder a los deseos de las masas". Fritz Lang discrepa de los argumentos de Kracauer, y en lugar de ello cree que la historia de marco hace a las inclinaciones revolucionarias del filme más convincentes, no lo contrario. David Robinson dijo, con el paso del tiempo, que los espectadores han estado menos inclinados a interpretar al filme como una vindicación de la autoridad debido a que las audiencias modernas han crecido con mayor escepticismo hacia la autoridad en general, y están más inclinados a creer la historia de Franzis e interpretar que el director del asilo lo ha condenado erróneamente para silenciarlo.

### Punto de vista y percepción de la realidad
Otro principal tema de Caligari es, como Stephen Brockmann escribe, "el contraste desestabilizador entre la cordura y demencia, y por lo tanto la noción misma de cordura". Al final del filme, los espectadores se dan cuenta de que la historia que han estado mirando ha sido contada de la perspectiva de un insano narrador, y por lo tanto no pueden aceptar nada de lo que han visto como verdad fiable. Las inusuales abstracciones visuales del filme y otros elementos estilizados sirven para mostrar el mundo como si fuera experimentado por un loco. Similarmente, se dice que el filme retrata la historia principal como si fuera una pesadilla y la historia de marco como si fuera el mundo real. John D. Barlow dijo que el filme ejemplifica el tema expresionista común de que "la percepción final de realidad parecería distorsionada e insana para la mente sana y práctica". El filme sirve como un recordatorio de que cualquier historia dicha a través de una analepsis subjetiviza la historia desde la perspectiva del narrador. Al final del filme, el director del manicomio no da indicación alguna de que quiera dañar a Franzis, y de hecho parecen importarle genuinamente sus pacientes. Pero Franzis, sin embargo, cree que es perseguido, así que en la historia dicha desde su perspectiva, el doctor Caligari toma el rol de perseguidor.
Sin embargo, los elementos visuales expresionistas del filme están presentes no solo en la narrativa principal, sino también en el epílogo y prólogo de la historia de marco, las cuales se supone son un reporte objetivo de la realidad. Por ejemplo, las escenas de la historia de marco aún tienen árboles con ramas que asemejan tentáculos y un alto, aprensivo muro en el fondo. Extrañas hojas y patrones de líneas son vistos en la banca en la que Franzis se sienta, diseños de geometría ígnea pueden ser vistos en los muros, y su celda de manicomio tiene la misma forma distorsionada que en la narrativa principal. Si la historia principal fueran estrictamente ilusiones de un loco, la historia de marco hubiera estado completamente vacía de estos elementos, pero el hecho de que estén presentes hace poco claro si esa perspectiva puede ser tomada como verdadera. En lugar de ello, el filme no ofrece mundo normal alguno al cual oponer el retorcido mundo de pesadilla descrito por Franzis. Como resultado, después de la escena de cierre del filme, puede ser visto como ambiguo cual de los dos es el loco, Franzis o el director del asilo, o si ambos están insanos. Asimismo, la toma final del filme, con un diafragma que se desvanece a un primer plano del rostro del director del asilo, aumenta la duda sobre la cordura y confianza del personaje. Como Brockmann escribe, "Al final, el filme no es sobre sólo sobre un infortunado loco; es sobre un mundo entero que está posiblemente fuera de balance". Mike Budd nota que, durante la escena en la que los doctores del manicomio detienen a Franzis, sus movimientos son semejantes a los del doctor Caligari de una escena similar durante la historia principal. Budd dice que esto sugiere una "lógica onírica de repetición" que lanza más confusión en cuál de las perspectivas es la realidad.

### Doble vida
La dualidad es otro tema común en Caligari. El doctor Caligari es retratado en la narrativa principal como un tirano desquiciado, y en la historia de marco como una respetada autoridad y el director de una institución mental. Como resultado de esta dualidad, el espectador no puede hacer más que sospechar un aspecto malévolo de él al final del filme, incluso a pesar de que toda evidencia indica que es un hombre amable y bondadoso. Incluso dentro de la narrativa principal sola, el doctor Caligari vive una doble vida: manteniendo una respetable posición como el director del manicomio, pero convirtiéndose en hipnotista y asesino en la noche. Adicionalmente, el personaje es de hecho un doble del Caligari "real", un místico del siglo XVIII con quien el personaje del filme se obsesiona tanto que desea penetrar sus más íntimos secretos y "volverse Caligari". Franzis también adquiere algo así como una doble vida, sirviendo como el heroico protagonista en la narrativa principal y un paciente en una institución mental en la historia de marco. Anton Kaes describe la historia que Franzis cuenta como un acto de transferencia con su psiquiatra, así como también una proyección de sus sentimientos de víctima bajo el hechizo de un director de asilo todopoderoso, exactamente como Cesare es la víctima hipnotizada del doctor Caligari. El personaje de Cesare sirve como un perseguidor y una víctima, al ser el asesino y el esclavo de un maestro opresivo.
Siegfried Kracauer dijo que al acoplar una fantasía en la que Franzis derroca a una autoridad tirana con una realidad en la que la autoridad triunfa sobre Franzis, Caligari refleja un doble aspecto de la vida alemana, sugiriendo que reconsideran su creencia tradicional en la autoridad incluso al aceptarla. Un contraste entre los niveles de realidad existe no solo en las caracterizaciones, sino también en la presentación de algunas de las escenas. Esto, como escribe Barlow, «revela un contraste entre calma externa y caos interno». Por ejemplo, las escenas de flashback donde Franzis lee el diario del doctor Caligari, en las que se muestre la creciente obsesión del doctor por adquirir poderes hipnóticos, tiene lugar mientras el doctor Caligari duerme apaciblemente en el presente. Otro ejemplo es la feria, donde las superficies parecen representar diversión y evasión, pero revelan un sentido de caos y desastre al acecho en la forma del doctor Caligari y Cesare. Los elementos visuales del filme también transmiten una sensación de dualidad, particularmente en el contraste entre blanco y negro. Esto prevalece particularmente en los sets, donde sombras negras son puestas contra blancos muros, pero también en otros elementos como el vestuario y maquillaje. Por ejemplo, el doctor Caligari viste por lo general de negro, pero hay rayas blancas presentes en su pelo y sus guantes. El rostro de Cesare es de un blanco fantasmal, pero las sombras de sus ojos están fuertemente delineadas en negro. Asimismo, la blancura del rostro de Jane contrasta con sus profundos ojos negros.

### Reflexión sobre la Alemania de la posguerra
La crítica ha sugerido que Caligari pone de relieve algunas de las neurosis prevalentes en Alemania y la República de Weimar cuando el filme fue hecho, particularmente en la sombra de la Primera Guerra Mundial, en el tiempo en el que el extremismo era creciente, los reaccionarios aún controlaban instituciones alemanas, y los ciudadanos temían el impacto negativo del Tratado de Versalles sobre la economía. Siegfried Kracauer escribió que la paranoia y miedo retratados en el filme fueron signos de lo que sobrevendría a Alemania, y que el filme reflejó una tendencia en Alemania a "retirarse hacia sí mismos" y lejos del compromiso político después de la guerra. Vincent LoBrutto escribió que el filme puede ser visto como una analogía social o política de "el colapso moral y físico de Alemania en ese tiempo, con un loco suelto causando estragos en una sociedad distorsionada y fuera de balance, una metáfora de un país en caos".
Anton Kaes, quien llamó a Caligari "una agresiva declaración sobre la psiquiatría, asesinato y decepción de la guerra", escribió que la pregunta de Alan a Cesare, "¿Cuánto tiempo he de vivir?" refleja el trauma que los ciudadanos alemanes experimentaron durante la guerra, pues esa pregunta a menudo estaba en las mentes de los soldados y sus familiares en cada, preocupados sobre sus seres queridos en el ejército. La desesperación de Franzis después del asesinato de Alan puede ser comparado con el de muchos soldados que sobrevivieron la guerra pero vieron a sus amigos morir en el campo de batalla. Kaes notó otros paralelos entre el filme y las experiencias de guerra, notando que Cesare atacó a Alan al amanecer, una hora común para ataques durante la guerra. Thomas Elsaesser llamó a Caligari un "excepcional ejemplo de cómo 'fantásticas' representaciones en filmes alemanes de principios de la década de 1920 parecen portar la estampa de presiones de eventos externos, a los cuales se refieren sólo a través de la violencia con la que los disfrazan y desfiguran".

## Estreno
Aunque a menudo es considerada un filme de arte por audiencias modernas, Caligari fue producida y comercializada como una producción comercial normal de su periodo, capaz de dirigirse al mismo tiempo al mercado de élite artística y a una audiencia de un género más comercial de terror. El filme fue promocionado extensivamente hasta su estreno, y anuncios se publicaron incluso antes de que el filme estuviera terminado. Muchos pósteres y anuncios de periódicos incluían la enigmática frase incluida en el filme, "Du musst Caligari werden!" o "¡Debes convertirte en Caligari!". Caligari fue estrenada en el teatro Marmohaus en Berlín, el 26 de febrero de 1920, a menos de un mes de ser completada. Los realizadores estaban tan nerviosos por el estreno que, según se informó, Erich Pommer en su camino al teatro exclamó, "¡Será un horrible fracaso para todos nosotros!". Al igual que con la realización del filme, varias leyendas urbanas rodearon su estreno. Una de ellas, ofrecida por los escritores Roger Manvell y Heinrich Fraenkel en The German Cinema, sugiere que el filme fue archivado "por una falta de una toma adecuada", y fue solo mostrado en Marmohaus porque otro filme había acaecido. Otra sugiere que el teatro quitó el filme después de solo dos proyecciones porque las audiencias demandaron un reembolso y mostraron su desagrado hacia ella fuertemente. Esta historia fue dicha por Pommer, quien declaró que el Marmohaus tomó una copia de seguridad de Caligari y la proyectó exitosamente por tres meses después de que él pasó seis meses trabajando en una campaña de publicidad para el filme. David Robinson escribió que ninguna de estas leyendas urbanas es verdad, y que la última fue fabricada por Pommer para incrementar su propia reputación. Por el contrario, Robinson dijo que la premier fue altamente exitosa, mostrando el filme en el teatro por cuatro semanas, una inusual cantidad de tiempo, y que regresó dos semanas después . Dijo que fue tan bien recibido que las mujeres en la audiencia gritaron cuando Cesare abrió sus ojos durante su primera escena, y se desmayaron durante la escena en la que Cesare secuestra a Jane.
Caligari fue estrenada en un tiempo en el que las industrias cinematográficas foráneas habían apenas empezado a alivianar restricciones en la importación de filmes alemanes seguida la Primera Guerra Mundial. El filme fue adquirido por para la distribución estadounidense por Goldwyn Distributing Company, y tuvo su estreno estadounidense en el Capitol Theatre, el 3 de abril de 1921. Le fue dado un prólogo y epílogo de teatro en vivo, algo que no era inusual en esa época para estrenos de filmes en grandes teatros. En el prólogo, el filme es introducido por un personaje llamado "Cranford", quien se identifica como el hombre a quien Franzis habla en la primera escena. En el epílogo, Cranford regresa y exclama que Franzis se ha recuperado completamente de su locura. Mike Budd cree que estas adiciones simplifican al filme y "[lo] ajustan para el consumo masivo", aunque Robinson argumentó que fue simplemente una novedad teatral normal de la época. El director del Capitol Theatre comisionó al conductor Ernö Rapée para compilar un acompañamiento musical que incluyera porciones de canciones de compositores como Johann Strauss III, Arnold Schoenberg, Claude Debussy, Igor Stravinsky y Serguéi Prokófiev. Rotafel quería que la composición coincidiera con el oscuro estado anímico del filme, diciendo: "La música tenía, como lo fue, que ser hecha eligible para la ciudadanía en un país de pesadilla".
Caligari tuvo su premier en Los Ángeles en el teatro Miller el 7 de mayo de 1921, pero el teatro fue forzado a quitarla debido a manifestaciones de protestantes. No obstante, la protesta fue organizada por la rama de Hollywood de la American Legion debido a miedos de desempleo derivados de la importación de filmes alemanes a Estados Unidos, no por objeciones sobre el contenido de Caligari misma. Después de proyectarse en grandes teatros comerciales, Caligari comenzó a ser mostrada en pequeños teatros y sociedades de cine en grandes ciudades. Las cifras de las taquillas no eran regularmente publicadas en la década de 1920, así que ha sido difícil evaluar el éxito o fracaso comercial de Caligari en los Estados Unidos. Los historiadores de cine Kristin Thompson y David B. Pratt separadamente estudiaron publicaciones de comercio de la época en un intento de hacer una determinación, pero llegaron a hallazgos conflictivos; con Thompson concluyendo que fue un éxito de taquilla y Pratt concluyendo que fue un fracaso. Sin embargo, ambos estuvieron de acuerdo de que fue más comercialmente exitoso en ciudades grandes que en teatros de pequeñas comunidades, donde los gustos eran considerados más conservadores.
Caligari no recibió una amplia distribución en Francia de inmediato, debido a miedos sobre la importación de filmes alemanes, pero el director de cine Louis Delluc organizó una sola presentación de ella en 14 de noviembre de 1921, en el cine Colisée de París, como parte de una presentación a beneficio de la Spanish Red Cross. Más tarde, la compañía Cosmograph compró los derechos de la distribución del filme y lo estrenó en el Ciné-Opéra el 2 de marzo de 1922. Caligari se proyectó en un teatro de París por siete años consecutivos, un récord que se mantuvo intacto hasta el estreno de Emmanuelle (1974). De acuerdo con Janowitz, Caligari fue también mostrada en ciudades europeas como Londres, Roma, Ámsterdam, Estocolmo, Bruselas, Praga, Viena, Budapest y Bucarest, así como en otros países como China, Japón, India, Turquía y países de Suramérica.

## Recepción

### Respuesta de la crítica

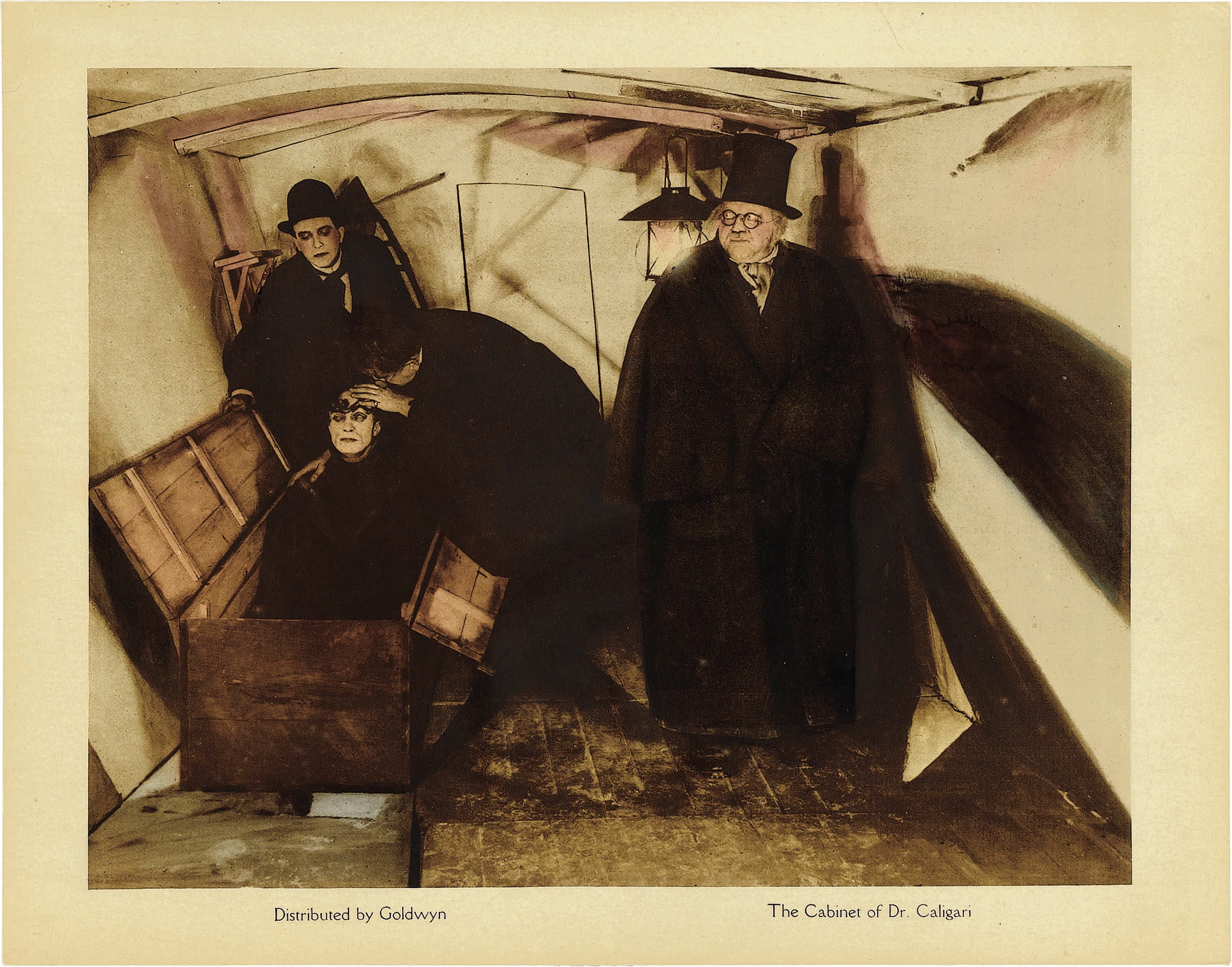
Lobby card de Caligari mostrando a los doctores examinando a Cesare.

Hay diferentes reportes sobre cómo fue recibida por primera vez Caligari por audiencias y críticos inmediatamente después de su estreno. Stephen Brockmann, Anton Kaes y el teórico de cine Kristin Thompson dicen que fue popular entre el público general y críticos bien respetados. Robinson escribió, "Los críticos alemanes, casi sin excepción, oscilaron entre favorable y extático". Kracauer dijo que los críticos fueron "unánimes en elogiar a Caligari como la primera obra de arte en la pantalla", pero también dijeron que fue "demasiado intelectual para volverse en Alemania". Barlow dijo que a menudo fue sujeto de desaprobación de la crítica, lo cual él cree debido a que los primeros críticos de cine intentaron asignarle definiciones fijas del joven arte del cine, y por lo tanto tuvieron problema aceptando los estrafalarios e inusuales elementos de Caligari. Algunos críticos sintieron que imitaba demasiado de cerca a una producción de escenario. Otros comentadores, como el crítico Herbert Jhering y el novelista Blaise Cendrars, objetaron sobre la presentación de la historia de las ilusiones de un loco porque sintieron que menospreciaba al expresionismo como una forma de arte. El crítico de teatro Helmut Grosse condenó el estilo visual del filme como cliché y derivado, llamándolo una "caricatura y (una) reproducción de diseños más que de lo que realmente ocurrió en el escenario". Varios críticos, como Kurt Tucholsky y Blaise Cendrars, criticaron el uso de actores reales frente a sets artificiales pintados, diciendo que creaba un nivel inconsistente de estilización. El crítico Herbert Ihering hizo eco de este punto en una reseña de 1920: "Si los actores están actuando sin energía y se mueven dentro de paisajes y habitaciones que son formalmente 'excesivas', la continuidad del principio está ausente".
Mientras Robinson dijo que la respuesta de críticos estadounidenses fue en gran parte positiva y entusiasta, Kaes dijo que críticos y audiencias estadounidenses estaban divididas: algunos elogiaron su valor artístico y otros, particularmente aquellos que desconfiaban de Alemania seguida la Primera Guerra Mundial, desearon prohibirla por completo. Algunos en la industria cinematográfica de Hollywood se sintieron amenazados por la potencial rivalidad y se levantaron en contra del estreno de Caligari, condenándola como una "invasión extranjera". Sin embargo, el filme permaneció popular en los Estados Unidos. Muchos críticos estadounidenses lo compararon con una historia de Edgar Allan Poe, incluyendo una reseña de 1921 en la revista Variety, la cual elogió la dirección y el "tempo perfecto" del filme, así como los sets que "exprimen y giran y ajustan el ojo, y atraviesan el ojo de la mentalidad". A una reseña del New York Times le gustó el arte modernista, comparando los sets del filme con el Desnudo descendiendo una escalera, No. 2 de Marcel Duchamp, y dijo que el filme "da dimensiones y significado a la forma, haciéndola una parte activa de la historia, en lugar de meramente usar el convencional e inerte fondo", lo cual fue clave para la "importancia del filme como un trabajo de cinematografía". Albert Lewin, un crítico que finalmente se volvería director de cine y guion, llamó a Caligari "la única película seria, exhibida en Estados Unidos hasta ahora, en la que cualquier cosa tiene el mismo grado de auténticas emociones y shock de arte". Una historia de la edición de noviembre de 1921 de Exceptional Photoplays, una publicación independiente emitida por la National Board of Review of Motion Pictures, dijo que "ocupa la posición de mérito artístico único", y dijo que los filmes estadounidenses en comparación lucen como si fueran hechos para "un grupo de defectuosos adultos al nivel de un niño de nueve años". Caligari fue en éxito ante la crítica en Francia, pero cineastas franceses estaban divididos en sus opiniones después de su estreno. Abel Gance la llamó "soberbia" y escribió, "¡Qué lección para todos los directores!" y René Clair dijo que "derrocó al dogma realista" del cine. El crítico de cine y director Luous Delluc dijo que el filme tiene un ritmo irresistible: "Al principio lento, deliberadamente laborioso, intenta irritar. Entonces cuando los motivos en zigzag de la feria comienzan a girar, el paso salta hacia adelante, agitato, accelerando, y se detiene sólo hasta la palabra 'Fin', tan abruptamente como una bofetada en el rostro". Jean Epstein, sin embargo, la llamó "un ejemplo digno de premios del abuso de la decoración en el cine" y dijo que "representa una grave enfermedad del cine ". Asimismo, Jean Cocteau la llamó "el primer paso hacia un grave error el cual consiste en pornografía plana de exéntricos decorados, en lugar de obtener sorpresa por medio de la cámara".  El crítico francés Frédéric-Philippe Amiguet escribió sobre el filme: "Tiene un olor de comida contaminada. Deja un sabor de cenizas en la boca". Al director ruso Sergei Eisenstein le disgustó especialmente Caligari, llamándola una "combinación de histeria silenciosa, parcialmente coloreados lienzos, pisos embadurnados, caras pintadas, y los innaturales rotos gestos y acciones de monstruosas quimeras".
Mientras que las primeras críticas estuvieron más divididas, críticos e historiadores modernos de cine han en gran medida elogiado a Caligari como un filme revolucionario. El crítico de cine Roger Ebert declaró que podría decirse que es "el primer verdadero filme de terror", y el crítico Danny Peary lo llamó el primer filme de culto del cine y un precursor de los filmes de arte. En octubre de 1958, Caligari fue clasificado como el duodécimo mejor filme de todos los tiempos durante una encuesta organizada en la Feria Mundial de Bruselas. Con la entrada de 117 críticos de cine, cineastas e historiadores de alrededor del mundo, fue la primera encuesta universal de cine en la historia. El historiador de cine estadounidense Lewis Jacobs dijo que "su ejecución estilizada, melancólica calidad, falta de explicación, y escenarios distorsionados fueron nuevos para el mundo del cine". El historiador y crítico de cine Paul Rotha escribió acerca de ello, "Por primera vez en la historia del cine, el director ha trabajado a través de la cámara y ha roto con el realismo en la pantalla; demostrando que un filme puede ser efectivo dramáticamente cuando no pornográfico y finalmente, de la más grande importancia, la mente de la audiencia se puso en juego psicológicamente". Asimismo, Arthur King escribió en Rogue: "Más que en cualquier otro filme, (Caligari) convenció a artistas, críticos y audiencias que la película fue un medio de expresión artística". El Entertainment Weekly incluyó a Caligari en su "Guía de las más grandes películas jamás hechas" de 1994, llamándola un "película muda hito" y diciendo, "Ninguna otra dirección de arte en una película ha llegado jamás a una visualización tan original de la demencia". Mantiene una rara calificación de 100% en Rotten Tomatoes basada en 48 reseñas.

### Legado
Caligari es considerada la obra por excelencia del expresionismo alemán, y por mucho el más famoso y bien considerado ejemplo de esta corriente. Es considerado un filme clásico, a menudo mostrado en cursos de introducción al cine, sociedades de cine y museos, y es uno de los más famosos filmes alemanes de la era muda. El académico de cine Lewis Jacobs lo llamó el "más ampliamente discutido filme de ahora". Caligari ayudó a atraer la atención hacia el mérito artístico del cine alemán, al mismo tiempo que trajo legitimidad al cine entre intelectuales literarios dentro de Alemania misma. Lotte Eisner ha dicho que fue en el expresionismo, como Caligari lo personificó, donde "el cine alemán encontró su verdadera naturaleza". El término "caligarismo" fue acuñado como resultado de ello, refiriéndose al estilo de filmes similares que se enfocaron en tales temas como la extraña locura y obsesión, particularmente a través del uso de distorsión visual. El expresionismo tardó en llegar al cine, y para cuando Caligari fue estrenada, muchos críticos alemanes sintieron que la forma de arte se había comercializado y trivializado; conocidos escritores como Kasimir Edschmid, René Schickele, y Yvan Goll había pronunciado al movimiento expresionista como muerto para cuando Caligari arribó a los cines. Otros pocos filmes expresionistas fueron producidos, y Caligari fue el único fácilmente accesible por varias décadas. Entre los pocos filmes que abrazan completamente al estilo expresionista están Genuine (1920) y Raskolnikow (1923), ambos dirigidos por Wiene, así como From Morn to Midnight (1920), Torgus (1921), Das Haus zum Mond (1921), Haus ohne Tür und ohne Fenster (1921) y Waxworks.
Mientras que otros filmes puramente expresionistas fueron hechos, Caligari aún tiene una gran influencia sobre otros directores alemanes, y muchos de los elementos expresionistas del filme – particularmente el uso de escenarios, luz y sombra para representar la psicología de sus personajes – se volvió prevalente en el cine alemán. Entre los filmes que usan estos elementos están Nosferatu, eine Symphonie des Grauens (1922) y Der Letzte Mann (1924) de Murnau, Misterios de un alma (1926) de G. W. Pabst, y Metrópolis (1927) y M (1931) de Fritz Lang. El éxito de Caligari también afectó la manera en la que los filmes alemanes fueron producidos durante la década de 1920. Por ejemplo, la mayoría de los grandes filmes alemanes de los siguientes años cambiaron las filmaciones en locaciones y para filmar completamente en estudios, lo que le asignó mayor importancia a los diseñadores en el cine alemán. Robinson argumenta que esto llevó al aumento de un gran número de diseñadores de cine – como Hans Dreier, Rochus Gliese, Albin Grau, Otto Hunte, Alfred Junge, Erich Kettelhut y Paul Leni – y ese impacto fue sentido fuera del país cuando muchos de esos talentos emigraron de Alemania con el ascenso del partido Nazi. Adicionalmente, el éxito del esfuerzo colaborativo de Caligari – incluyendo su director, diseñadores de set y actores – influenció subsecuentes producciones de cine en Alemania por muchos años, haciendo al trabajo en equipo un sello del cine alemán en la República de Weimar.
El impacto de Caligari no solo fue sentido en el cine alemán, sino también internacionalmente. Rotha y el historiador de cine William K. Everson escribieron que el filme tuvo un efecto a largo plazo en directores de Hollywood al igual que El acorazado Potemkin (1925). En su libro El filme hasta ahora, Rotha escribió que Caligari y Potemkin fueron los "dos más trascendentales avances en el desarrollo del cine", y dijo que Caligari "sirvió para atraer hacia la audiencia cinematográfica a mucha gente que hasta ese momento consideraba al cine como una marca de agua de baja inteligencia". Caligari tuvo un impacto en el estilo y contenido de los filmes de Hollywood en la década de 1920 y principios de la década de 1930, particularmente filmes como The Bells (1926), The Man Who Laughs (1928) y Murders in the Rue Morgue (1932), y tuvo una gran influencia en los filmes de terror estadounidenses de la década de 1930, algunos de los cuales incluyen a un antagonista usando habilidades sobrenaturales del estilo de Caligari para controlar a otros, como Drácula (1931), Svengali (1931) y The Mad Genius (1931). Kaes dijo que los elementos estilísticos de Caligari y el personaje de Cesare en particular, influenciaron a los filmes de terror de Universal Studios de la década de 1930, los cuales a menudo incluían de manera prominente alguna clase de monstruo, como Frankenstein (1931), La momia (1932), Satanás (1934) y La novia de Frankenstein (1935). El expresionismo de Caligari también influenció al cine avant-garde de Estados Unidos, particularmente a aquellos filmes que usaron escenarios fantásticos para ilustrar un ambiente inhumano dominando a un individuo. Los primeros ejemplos de esto incluyen a La caída de la Casa Usher (1928), El último momento (1928) y The Life and Death of 9413: a Hollywood Extra (1928) LoBrutto escribió, "Pocos filmes a través de la historia de la imagen en movimiento han tenido mayor influencia en el avant-garde, arte y estudio del cine como Caligari".
Caligari y el expresionismo alemán influenciaron fuertemente al cine negro de Estados Unidos del período de la década de 1940 y 1950, tanto en el estilo visual como en el tono de la narrativa. Los filmes del cine negro tienen a retratar a todos, incluso al inocente, como objeto de sospecha, un hilo común en Caligari. El género también empleó varios elementos expresionistas en su estilo visual oscuro y sombrío, fotografía estilizada y abstracta, y maquillaje y actuaciones distorsionadas y expresivas. Caligari también influenció a filmes producidos en la Unión Soviética, tales como Aelita (1924), y The Overcoat. Observadores han notado que los filmes en blanco y negro de Ingmar Bergman mantienen un parecido a los filmes alemanes de la década de 1920, y el historiador de cine Roy Armes lo ha llamado "el verdadero heredero de Caligari". Bergman mismo, sin embargo, ha negado la influencia del expresionismo alemán en su obra. Caligari también ha tenido impacto en el teatro. Siegfried Kracauer escribió que el uso en el filme de un efecto de iris cerrándose ha sido imitado en producciones teatrales, con iluminación usada para enfocar a un solo actor.
Caligari siendo uno de los más discutidos y debatidos filmes de la República de Weimar. Dos grandes libros han jugado un papel importante en la formación de la percepción del filme y su impacto en el cine como un todo: De Caligari a Hitler (1947) de Siegfried Kracauer y La pantalla embrujada (1974) de Lotte Eisner. De Caligari a Hitler basa sus afirmaciones sobre el filme principalmente en una copia mecanografiada no publicada de Hans Janowitz llamada Caligari: la historia de una famosa historia, la cual da a Janowitz y Carl Mayer el crédito principal por la realización de Caligari. Mike Budd escribió sobre el libro de Kracauer: "Quizá ningún filme o periodo ha sido tan profundamente entendido a través de una particular interpretación como lo ha sido Caligari, y el cine de Weimar en general, a través del enfoque social y psicológico de Kracauer". Previo a la publicación de De Caligari a Hitler, pocos críticos habían encontrado algún significado simbólico-político en el filme, pero el argumento de Kracauer de que simbolizó la obediencia alemana hacia la autoridad y predijo el ascenso de Adolf Hitler cambió drásticamente las actitudes hacia Caligari. Muchas de estas interpretaciones del filme aún son adoptadas, incluso por aquellos que fuertemente discreparon con la premisa general, e incluso a pesar de que varias afirmaciones de Kracauer se han desaprobado, tales como la declaración de que el guion original no incluía una historia de marco. El libro de Eisner colocó a Caligari en un contexto histórico identificando cómo influenció a elementos expresionistas en otros filmes de la década de 1920.
El historiador de cine David Robinson declaró que Wiene, a pesar de ser el director de Caligari, a menudo le es dada la menor cantidad de crédito por su producción. Él cree que esto es en parte porque Wiene murió en 1938, más cercano a la fecha del estreno del filme que cualquiera de los otros colaboradores principales, y fue por lo tanto incapaz de defender su participación en la obra cuando otros tomaban el crédito. De hecho, Robinson argumenta que Caligari finalmente hirió la reputación de Wiene debido a que sus subsecuentes filmes no igualaron su éxito, así que es erróneamente considerado como "un director con un sólo filme que tuvo un golpe de suerte con Caligari".

## Secuelas, remakes y obras musicales
Varios intentos infructuosos fueron hechos para producir secuelas y remakes en las décadas posteriores al estreno de Caligari. Robert Wiene compró los derechos de Caligari a Universum Film AG en 1934 con la intención de filmar una nueva versión con sonido, lo cual nunca se materializó antes de la muerte de Wiene en 1938.  Intentó contratar a Jean Cocteau como Cesare, y un guion, que se cree fue Wiene quien lo escribió, indicaba que el estilo expresionista sería reemplazado con uno surrealista francés. En 1944, Erich Pommer y Hans Janowitz intentaron cada uno por su cuenta, obtener los derechos legales del filme, con esperanzas de un hacer un remake en Hollywood. Pommer intentó argumentar que tenía mayor derecho debido a que el valor principal del filme no vino del guion, sino "de la forma revolucionaria en la que la película fue producida". Sin embargo, tanto Janowitz como Pommer tuvieron complicaciones relacionadas con la invalidez de la ley Nazi en los Estados Unidos, y falta de certeza sobre los derechos legales de los filmes mudos y con sonido. Janowitz escribió un tratamiento para un remake, y en enero de 1945 le fue ofrecida una garantía mínima de $16,000 contra un cinco por cierto de regalías por sus derechos del filme original para una secuela que sería dirigida por Fritz Lang, pero el proyecto jamás se concretó. Más tarde, Janowitz planeó una secuela llamada Caligari II, e intentó sin éxito vender esta propiedad a un productor de Hollywood por $30,000.
Alrededor de 1947, al agente de Hollywood Paul Kohner y el cineasta alemán Ernst Matray también planearon una secuela de Caligari; Matray y su esposa María Solverg escribieron un guion llamado El regreso de Caligari . Ese guion reinterpretó al doctor Caligari como un antiguo oficial Nazi y criminal de guerra, pero el filme nunca fue producido. En 1960, el productor independiente de Hollywood Robert Lippert adquirió los derechos de Caligari de Matray y Universum Film por $50,000, y produjo un filme llamado El gabinete de Caligari, el cual fue estrenado en 1962. El guionista Robert Bloch no tenía intenciones de hacer un remake de Caligari, de hecho el título fue impuesto sobre su guion por el director Roger Kay. El filme tuvo pocas similitudes con la original Caligari excepto por su título y su giro al final, en el cual es revelado que la historia es simplemente una ilusión de la protagonista, quien cree que fue secuestrada por el personaje de nombre Caligari. En lugar de ello, él es su psiquiatra y la cura al final del filme. En 1981, la Compañía de Actores de Yorkshire le pidió a Bill Nelson que creara una banda sonora para una adaptación de teatro del filme. Esa música fue más tarde grabada en su álbum de 1982 Das Kabinet (El gabinete del doctor Caligari).
Una semi-secuela, llamada Dr. Caligari, fue estrenada en 1989, dirigida por Stephen Sayadian y protagonizada por Madeleine Reynal como la nieta del original doctor Caligari, ahora dirigiendo un asilo y realizando estrafalarios experimentos en sus pacientes. La historia impulsada por el sexo finalmente tuvo poco en común con el filme original. En 1992, el director de teatro Peter Sellars lanzó su único largometraje, El gabinete del doctor Ramírez, un filme experimental vagamente basado en Caligari. Sin embargo, la historia fue creada a medida que el filme se realizaba, así que tiene pocas similitudes con el filme original. El filme fue proyectado solo en el Sundance Film Festival de 1992 y nunca tuvo lanzamiento a los cines. Un remake independiente de Caligari editado, escrito y dirigido por David Lee Fisher fue estrenado en 2005, en el cual nuevos actores son colocados frente a los fondos originales del filme original. Los actores interpretaron frente a una pantalla verde, sus actuaciones fueron sobrepuestas frente a tomas matte basadas en los sets originales. Doug Jones interpretó el papel de Cesare.
Caligari fue adaptada a una ópera en 1997 por el compositor John Moran. Se estrenó en el American Repertory Theatre en Cambridge, Massachusetts, en una producción de Robert McGrath. Numerosos músicos han compuesto nuevas partituras para acompañar al filme. La Club Foot Orchestra estrenó una composición escrita por el fundador del ensamble y director artístico Richard Marriott en 1987. En el año 2000, el grupo israelí de música electrónica TaaPet hizo varias presentaciones de su banda sonora para el filme alrededor de Israel. En 2014, Bertelsmann/BMG comisionó a Timothy Brock para adaptar su composición de 1996 para orquesta de cuerdas para la restauración del film en 2014; Brock condujo el estreno en Bruselas el 15 de septiembre de 2014. En 2012, el Chatterbox Audio Theatre grabó un soundtrack en vivo, incluyendo diálogo, efectos de sonido y música para Caligari, el cual fue lanzado en YouTube el 30 de octubre de 2013.
Deepan Sivaraman, notable escenógrafo y director de India, adaptó el filme a una pieza mediática mezclada de una hora de duración con estudiantes de Estudios Performáticos de la Ambedkar University Delhi como parte de un curso titulado "Espacio y Espectador". El performance tomó lugar en un deteriorado almacén del campus universitario y empleó proyección multimedia para crear un impacto visual. El show se estrenó en febrero de 2015 en Delhi.
En 2014 la película fue lanzada en una restauración en 4K. El estreno de esta versión tuvo lugar en los Países Bajos en abril de 2016 durante el Imagine Film Festival acompañado por un soundtrack en vivo, compuesto y ejecutado por la banda psicodélica holandesa Monomyth.
En 2016 se vio la producción de otra versión operística del doctor Caligari, compuesta por Karen Maclver para la Connect Company de la Scottish Opera, con un libreto proveído por Allan Dunn. En esta ópera la acción tiene lugar en Glasgow de 1898. Las primeras actuaciones bajo la dirección de Julie Brown tuvieron lugar el 9 y 10 de abril de 2016 en Woodside Halls de Glasgow, junto con la Scottish Opera Orchestra and Chorus conducidos por Chris Gray. Alumnos del Programa de artistas emergentes de la Scottish Opera - Andrew McTaggart (barítono) y Sarah Power (soprano) fueron contratados como el doctor Caligari/doctor Gallacher y Jane respectivamente junto con Daniel Keating Roberts (contratenor) como Cesare y Glen Cunningham (tenor) como Franzis, con miembros del Coro proveyendo roles adicionales. La Cineteca de Bolonia ha publicado un DVD de esta película con la nueva banda sonora realizada por el ensamble musical Edison Studio (en sonido surround 5.1 y en estéreo) y Timothy Brock (para la Orquesta Filarmónica de Bruselas) en una nueva versión restaurada de Caligari en 2016. Entre abril y octubre de 2023, se proyectaron varias sesiones de la película restaurada, dentro del programa Cinetronik del Cine Paz de Madrid, con banda sonora original de la artista tecno Caliza interpretada en directo.
Recientemente, en el año 2024 el exmiembro del grupo alemán Kraftwerk y músico Karl Bartos, decidió ponerle una banda sonora a la película, siendo compuesta e interpretada por el mismo. Se puede encontrar en YouTube.